# Joseph May
Pour les articles homonymes, voir May.
Joseph May, né le 16 juin 1974 à Southampton (Royaume-Uni), est un acteur britannique.

## Filmographie
- 1997 : Oscar Wilde (Wilde) de Brian Gilbert : 1st Miner
- 1997 : Le Mystère des fées : Une histoire vraie (FairyTale: A True Story) : Houdini's Assistant
- 2000 : A Dinner of Herbs (feuilleton TV) : Ben Hamilton
- 2001 : Investigating Sex : Roger
- 2001 : Frères d'armes ("Band of Brothers") (feuilleton TV) : Lt. Shames
- 2002 : Resident Evil : Dr. Blue
- 2006 : Circumference : Steve
- 2012 : Titanic) : Victor Giglio